# Euidotea bakeri
Euidotea bakeri is een pissebed uit de familie Idoteidae. De wetenschappelijke naam van de soort is voor het eerst geldig gepubliceerd in 1917 door Collinge.